# Sanninoidea
Sanninoidea é um gênero de traça pertencente à família Brachodidae.